# ソドムとゴモラ (映画)
『ソドムとゴモラ』（原題：Sodom and Gomorrah/Sodoma e Gomorra〈イタリア〉/The Last Days of Sodom and Gomorrah〈アメリカ合衆国〉）は、1962年公開のイタリア・アメリカ合衆国合作の映画。ロバート・アルドリッチ監督。
旧約聖書の『創世記』に登場する都市、ソドムとゴモラの堕落から神の怒りによって滅亡するまでをロトを主人公に描く。
クレジットなしでセルジオ・レオーネが第二班監督を務めている。

## キャスト
| 役名           | 俳優                       | 日本語吹替   | 日本語吹替   |
| 役名           | 俳優                       | テレビ朝日版 | 東京12ch版   |
| -------------- | -------------------------- | ------------ | ------------ |
| ロト           | スチュワート・グレンジャー | 横内正       | 山内雅人     |
| ベラ女王       | アヌーク・エーメ           | 来宮良子     |              |
| イルディス     | ピア・アンジェリ           | 平井道子     | 小谷野美智子 |
| アスタロス王子 | スタンリー・ベイカー       |              |              |
| シュア         | ロッサナ・ポデスタ         | 増山江威子   |              |
| メルカー       | リック・バッタリア         |              |              |
| オーファ       | 宝みつ子                   |              |              |

- テレビ朝日版：初回放送1976年5月9日『日曜洋画劇場』
- 東京12ch版：初回放送1978年7月27日『木曜洋画劇場』